# 大连博物馆
大连博物馆位于辽宁省大连市沙河口区会展路10号，是大连市属综合性博物馆。

## 历史

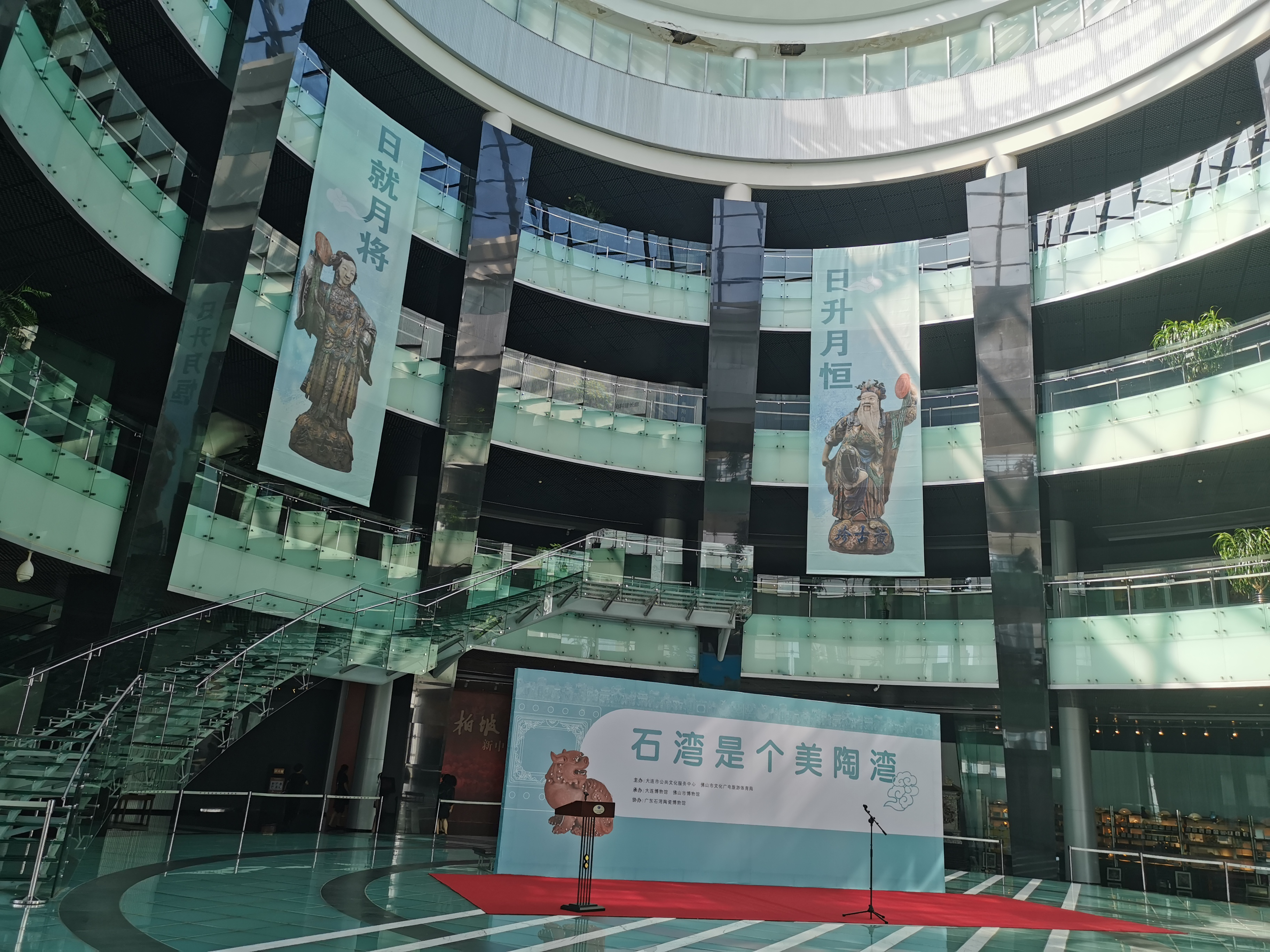
博物館大堂

大连博物馆位于星海广场西北侧。该馆为1999年至2000年大连市政府重点工程。1999年11月10日动工兴建，2002年3月22日对外开放。占地面积21600平方米，建筑面积30400平方米，展陈面积15000平方米，由大连建筑设计院设计。主体建筑地上四层，地下一层。
开馆初期，该馆基本陈列分为四大主题：“城市风貌”、“腾飞的经济”、“浪漫之都”、“世纪回眸”。 2007年，大连市人民政府决定对大连博物馆改陈。2013年4月28日，经过6年筹备的基本陈列《近代大连》展对公众开放，展陈面积3000多平方米，以1840年至1949年近代大连历史为主题，分为七个单元：“旅大的开发与海防建设”、“中日甲午战争中的旅大”、“俄国租借旅大与港口城市的形成”、“日俄战争与日本殖民统治”、“多元文化的交流与融合”、“近代大连人民的反抗斗争”、“大连解放与人民政权的建立”，展出文物1300多件、历史照片图表800多幅。该馆一层和四层还辟有多个专题展厅和临时展厅。
2017年，大连博物馆被中国博物馆协会评为第三批国家一级博物馆。
正对自然博物馆大门 右侧为东风蒸汽式机车车头，左侧为轮机。大门采用全玻璃式设计，入口处的旋转门为残障人士友好型。进入参观免门票，但大型团体需预约，参观人数过高时会采取暂停入场，分批入场的方式分流。进入参观需持本人有效身份证件包括但不限于 身份证、护照、学生证、士官证等。进门需过安检机，打火机、小刀等物品被要求禁止带入参观场所，一律交由前台保管或自行丢弃。安检区旁有一定数量的存包柜，为机械式密码锁，供游客免费使用。馆内采取回廊式布局设计，参观前请处理好个人三急，馆内未设立母婴厕所、或哺乳室，请携带婴儿的参观者注意。

## 营业时间
开放时间为 周二 至 周日 上午 9:00 ~ 下午 17:00 周一闭馆，国家及法定节假日除外。

## 图集

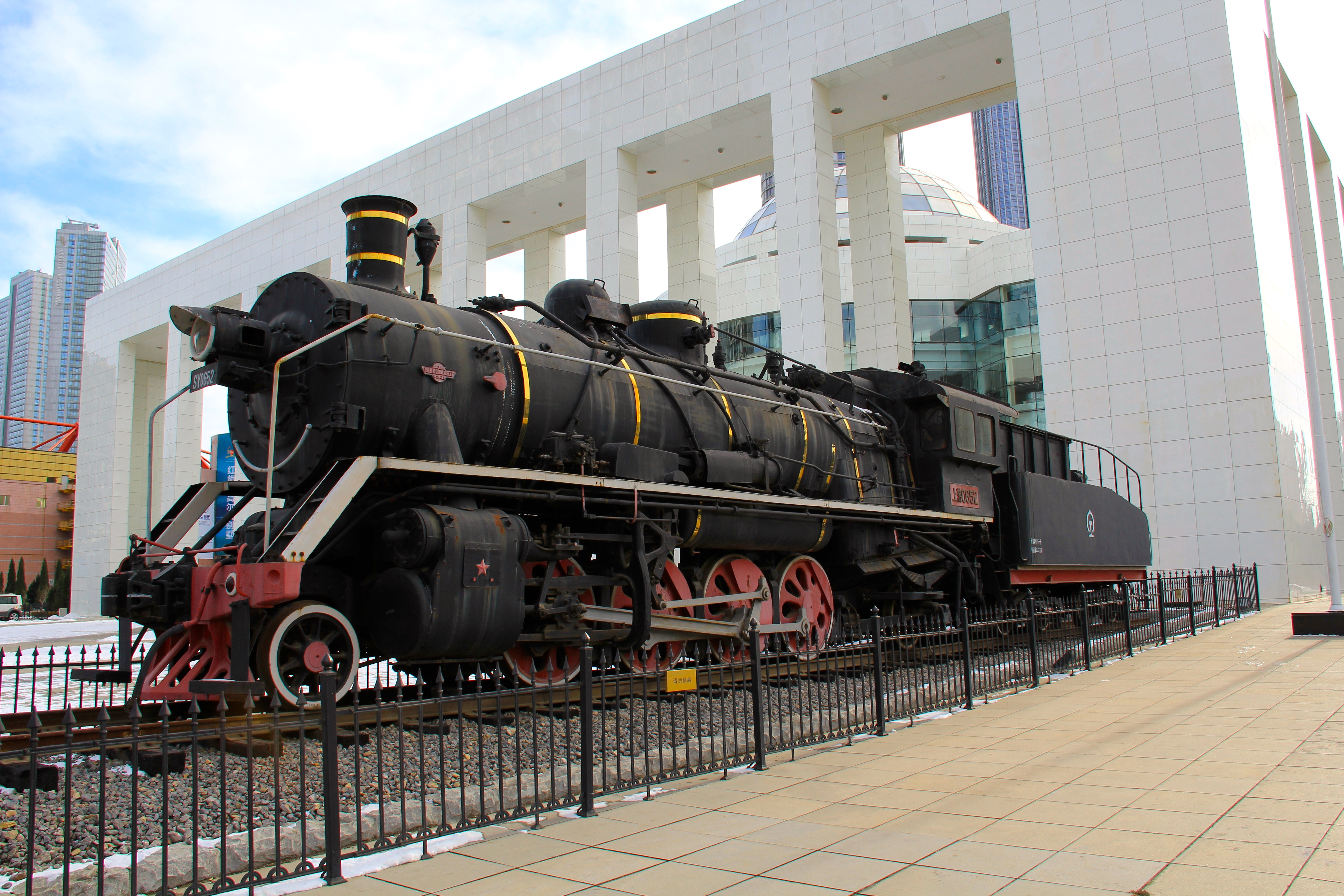
大连博物馆外静态展示的上游型0652号蒸汽机车